# Гилберт Готфрид
Гилберт Џереми Готфрид (енгл. Gilbert Jeremy Gottfried; Бруклин, 28. фебруар 1955 — Њујорк, 12. април 2022) био је амерички стендап комичар, глумац и гласовни глумац.
Почео је да се бави стендап комедијом са 15 година у родном Њујорку. Прву значајнију филмску улогу забележио је у филму Полицајац са Беверли Хилса 2 где је тумачио лик Сиднија Бернстајна. Касније је позајмљивао глас папагају Јагу у Дизнијевим цртаним филмовима Аладин, Аладин 2: Повратак Џафара и Аладин 3: Аладин и краљ лопова.
Од 2014. године је имао своју радијску емисију Невероватни колосални подкаст Гилберта Готфрида (енгл. Gilbert Gottfried's Amazing Colossal Podcast) у којем је дискутовао о филмовима и интервјуисао познате личности.